# Mateo Pérez
Mateo Pérez (Córdoba, Argentina; 11 de septiembre de 2001) es un futbolista argentino que se desempeña como defensor y juega en el Club Técnico Universitario, de la Serie A de Ecuador.

## Trayectoria
Mateo Pérez surgió de las inferiores de Banfield , club con el que debutó profesionalmente en primera el 31 de marzo de 2021, en la victoria 3 a 2 ante Vélez Sarsfield, por la Copa de la Liga Profesional 2021.
A partir de ese momento, disputó 17 partidos más, 8 de ellos como titular, con el "taladro" durante el tiempo que permaneció en la institución.
Para 2025 se une a San Martín de Tucumán para disputar el Campeonato de Primera Nacional 2025, debutando con su nuevo equipo el 17 de febrero, en la victoria 1 a 0 ante Ferro Carril Oeste, por la segunda fecha del campeonato de ascenso. En total con el conjunto tucumano jugó 6 partidos, antes de abandonar el club.
A mediados de año, rescinde con San Martín para unirse a Técnico Universitario, de la Serie A de Ecuador, siendo esta, su primera experiencia en el fútbol del exterior.

## Estadísticas

### Clubes
Actualizado hasta su último partido disputado el 3 de agosto de 2025.
| Club                            | Div.          | Temporada     | Liga  | Liga  | Liga   | Copas nacionales | Copas nacionales | Copas nacionales | Torneos internacionales | Torneos internacionales | Torneos internacionales | Total | Total | Total  |
| Club                            | Div.          | Temporada     | Part. | Goles | Asist. | Part.            | Goles            | Asist.           | Part.                   | Goles                   | Asist.                  | Part. | Goles | Asist. |
| ------------------------------- | ------------- | ------------- | ----- | ----- | ------ | ---------------- | ---------------- | ---------------- | ----------------------- | ----------------------- | ----------------------- | ----- | ----- | ------ |
| C. A. Banfield Argentina        | 1.ª           | 2021          | —     | —     | —      | 1                | 0                | 0                | —                       | —                       | —                       | 1     | 0     | 0      |
| C. A. Banfield Argentina        | 1.ª           | 2022          | 1     | 0     | 0      | —                | —                | —                | —                       | —                       | —                       | 1     | 0     | 0      |
| C. A. Banfield Argentina        | 1.ª           | 2023          | 5     | 0     | 0      | 4                | 0                | 0                | —                       | —                       | —                       | 9     | 0     | 0      |
| C. A. Banfield Argentina        | 1.ª           | 2024          | 3     | 0     | 0      | 4                | 0                | 0                | —                       | —                       | —                       | 7     | 0     | 0      |
| C. A. Banfield Argentina        | Total club    | Total club    | 9     | 0     | 0      | 9                | 0                | 0                | 0                       | 0                       | 0                       | 18    | 0     | 0      |
| San Martín (T) Argentina        | 2.ª           | 2025          | 6     | 0     | 0      | —                | —                | —                | —                       | —                       | —                       | 6     | 0     | 0      |
| San Martín (T) Argentina        | Total club    | Total club    | 6     | 0     | 0      | 0                | 0                | 0                | 0                       | 0                       | 0                       | 6     | 0     | 0      |
| Técnico Universitario · Ecuador | 1.ª           | 2025          | 6     | 0     | 0      | —                | —                | —                | —                       | —                       | —                       | 6     | 0     | 0      |
| Técnico Universitario · Ecuador | Total club    | Total club    | 6     | 0     | 0      | 0                | 0                | 0                | 0                       | 0                       | 0                       | 6     | 0     | 0      |
| Total carrera                   | Total carrera | Total carrera | 21    | 0     | 0      | 9                | 0                | 0                | 0                       | 0                       | 0                       | 30    | 0     | 0      |
| 1.                              |               |               |       |       |        |                  |                  |                  |                         |                         |                         |       |       |        |